# Kǒng Jiǎ
Kǒng Jiǎ (孔甲) fue el 14º rey de la Dinastía Xia de China y el hijo de Bù Jiàng. Posiblemente gobernó 31 años. Según los Anales de Bambú, vivió como su tío Jiōng en la capital Xia de Río del Oeste (西河). Los anales no cuentan mucho de este rey, más allá de que en el tercer año de su régimen practicaba la caza en las Montañas Fu (萯山) en Dongyang (东阳) y en el quinto año compuso la canción "El sonido de Oriente" (东音), también llamada "La canción del hacha rota" (破斧之歌).
Se sabe que era muy supersticioso, pero todo lo que le preocupaba eran el alcohol y las mujeres hermosas. A raíz que su mandato avanzaba, descuidaba cada vez más sus obligaciones de estado, por lo que es precisamente en su reinado cuando el poder de la dinastía Xia comienza a disminuir. A medida que este poder disminuye, el poder de los reyes vasallos (诸侯) se va haciendo cada vez más fuertes.
Durante su régimen, despidió a uno de sus jefes de Estado, más importantes, Tunwei (豕韦) y su reino vasallo Shang, trasladó su capital desde Yin (殷) a Shangqiu.
El hijo de Kǒng Jiǎ era rey Gāo.